# Jiří Večerník
Jiří Večerník (* 22. března 1941 Jičín) je český ekonom a sociolog. Specializuje se na ekonomickou sociologii, je odborníkem především v oblastech trhu práce, ekonomické nerovnosti a sociální politiky, překládá texty z polštiny a ruštiny. Věnuje se publikování odborné literatury, jeho nejnovější kniha se jmenuje „Jací jsme rovnostáři? Výdělky, příjmy a situace domácností v Česku v porovnání s Evropou.” Jeho publikace a články jsou často citovány v českých ekonomických periodikách.

## Studium
Po úspěšném složení maturity na gymnáziu v Semilech se rozhodl pro studium na Vysoké škole ekonomické v Praze, obor finance a úvěr. Inženýrský titul získal v roce 1963. V letech 1966–67 studoval na pařížské Sorbonně a vědecký titul CSc. obhájil na Ústavu sociálně politických věd UK roku 1969.

## Profesní kariéra

### 60. léta
Ihned po zisku inženýrského titulu začal nakrátko pracovat jako analytik ve Státní bance československé. Po absolvování povinné vojenské služby byl od roku 1965 interním aspirantem na Ústavu marxismu-leninismu pro vysoké školy UK. V roce 1969 přešel do Sociologického ústavu ČSAV, kde působil jako člen Machoninova týmu pro výzkum sociální stratifikace a mobility, v němž se orientoval na analýzu diferenciace příjmů a životní úrovně obyvatelstva.
V sociologii byl samoukem, výrazně jej však ovlivnil pobyt v Paříži. Obrat v roce 1968 zhatil jeho širší záměry teoretické, jenž dokumentoval v četných recenzích a sporadicky i ve studiích, a nadále se věnoval především empirickým analýzám.

### 70. a 80. léta
Po zrušení Sociologického ústavu ČSAV byl přijat do Ústavu pro filosofii a sociologii ČSAV (1970) a postupně pracoval ve všech jeho odděleních. Jako odborník na sociální statistiku, který se současně příliš „nezkompromitoval“ v 60. letech, nemusel opustit vědecké struktury, jeho publikační možnosti byly nicméně omezené hlavně na empiricky založené studie v časopisech Demografie, Syntéza, Životné prostredie, Sociológia, Politická ekonomie a posléze i v Sociologickém časopise. Jeho první samostatná monografie Problémy sociologie spotřeby (1971) mohla vyjít jen s doložkou, že práce má „diskusní charakter“, neboť neodpovídala marxistickým hlediskům. Spolu s Jiřím Linhartem a Františkem Charvátem publikoval v 70. letech empirické studie o sociální struktuře v Československu s uměřenými režimními úlitbami, jeho teoretická práce Třídy a vrstvy v buržoazní sociologii (spolupodepsaná F. Charvátem) je nesena snahou zprostředkovat západní teorie pod obvyklým pláštěm kritiky západních přístupů.

### 90. léta až současnost
V roce 1990 patřil mezi klíčové obnovitele Sociologického ústavu AV ČR, v ústavu vedl tým a následně oddělení pro ekonomickou sociologii, zároveň stážoval na prestižních zahraničních pracovištích (Národní ústav demografických studií v Paříži, Centrum populačních studií v Lucemburku, Evropský univerzitní institut ve Florencii, Ústav humanitních studií a Ústav pokročilých studií ve Vídni). V roce 1996 se stal docentem Masarykovy univerzity v Brně. V letech 1991–93 byl šéfredaktorem Sociologického časopisu, 2002–09 vedl Czech Sociological Review. Od 80. let Večerník úzce spolupracoval s Petrem Matějů v oblasti výzkumu sociální stratifikace (aspekty ekonomické nerovnosti), v letech 1990–98 realizoval výzkumnou řadu Ekonomická očekávání a postoje, spolu s P. Matějů vedl velký kolektiv projektu Sociální trendy, který připravil mimo jiné Zprávu o vývoji české společnosti a založil Sociologický datový archiv. Od roku 1991 většinu studií i monografií publikoval v angličtině, v zahraničních a domácích ekonomických a sociologických časopisech. Hlavním tématem jeho výzkumu se staly otázky spojené s ekonomickou transformací (příjmové nerovnosti, problematika chudoby, absence střední třídy, ekonomické hodnoty ad.). Byť jeho přístup byl převážně empirický, vždy zahrnoval úsilí o postižení systémových změn na pomezí institucí, politik a hodnot, nejúplněji ve stati Transformační procesy v socioekonomické perspektivě (1997), jejíž teze rozpracovával i v dalších studiích.

## Nadace START
Počátkem 90. let založil a vedl Nadaci pro výzkum sociální transformace START, která ve spolupráci s dalšími zeměmi Visegrádu a vídeňským Ústavem humanitních studií (IWM) publikovala řadu výzkumných studií věnujících se transformačním změnám a souvisejícím politikám. Zařadil se mezi nejznámější a nejcitovanější české sociology a ekonomy, jako jeden z mála českých sociologů se přitom trvale věnoval také otázce validity empirických dat a srovnávání a propojování dat z různých šetření do žánru „sociálních zpráv“ pokrývajících široké spektrum problémů spojených s ekonomickou transformací. Knižně publikoval monografii Trhy a lidé (1996, v upravené verzi česky 1998). V návaznosti na tuto knihu a jím editovanou „zprávu o společnosti“ z roku 1998 publikoval knihu Česká společnost v prvním desetiletí 21. století (2009). V dalších studiích přechází k mezinárodním komparacím, zejména zemí středovýchodní Evropy.

## Dílo
Večerník dlouhodobě spolupracuje s řadou mezinárodních akademických institucí a také s OECD, ILO, Světovou bankou, WIDER, od roku 1999 je hodnotitelem výzkumných programů Evropské unie a v letech 2004–2007 byl národním expertem pro sociální začleňování Evropské komise. V roce 2002 obdržel hodnost rytíře Řádu akademických palem, udělovanou vládou Francouzské republiky. V domácím prostředí hojně, hlavně v minulosti, publikoval články zabývající se především tématy, jako jsou příjmová nerovnost v České republice a její socioekonomické příčiny. (Lidové noviny, Mladá fronta Dnes, Hospodářské noviny, Ekonom, Respekt, Reflex).